# Citropsis articulata
Citropsis articulata är en vinruteväxtart som först beskrevs av Spreng., och fick sitt nu gällande namn av Swingle & Kell.. Citropsis articulata ingår i släktet Citropsis och familjen vinruteväxter. Inga underarter finns listade i Catalogue of Life.